# Hotel Guaraní
El Hotel Guaraní Asunción es un edificio emblemático de la ciudad de Asunción en Paraguay, reconocido por la municipalidad de la ciudad como uno de «los 7 Tesoros del Patrimonio Cultural Material de Asunción».
En sus inicios llegó a estar entre los diez mejores hoteles de Sudamérica, alojando a grandes personalidades de la música, actores de cine, políticos y jefes de Estado.

## Edificio
El edificio del Hotel Guaraní Asunción fue construido en 1961 con una extraordinaria fachada. Tiene 13 pisos de altura y 19 habitaciones por piso, todas con vista al frente. Ocupa una manzana entera y está situado en pleno centro administrativo, jurídico y comercial de la capital del país.
El hotel Guaraní, considerado un símbolo arquitectónico de Asunción y de Sudamérica, fue el primer establecimiento hotelero de cinco estrellas en la capital paraguaya y, por muchos años, la principal referencia del centro de Asunción, cuya imagen aparece estampada además en billetes, por tanto, todo un ícono del paisaje de Asunción y de la hostería paraguaya, dado que a lo largo de su historia alojó a la mayoría de las personalidades y jefes de Estado que visitaron el Paraguay.

## Historia
La adquisición del terreno fue realizada en el año 1954. Tres años después, en 1957 se adjudicó la construcción del edificio a la empresa Cavalcanti Junqueira S.A. que contó con la participación como subcontratista la empresa paraguaya BARRAIL HERMANOS S.A. El diseño del edificio es el resultado de un concurso internacional de arquitectura, cuyo jurado fue presidido por Tomás Romero Pereira, contando con la participación del arquitecto brasileño Affonso Eduardo Reidy. El estudio brasilero compuesto por Adolfo Rubio Morales, Rubens Carneiro Viana, y Ricardo Sievers resultó ganador del concurso, siendo ellos los autores del proyecto
El brasileño Euclydes de Oliveira fue el ingeniero jefe de la construcción del hotel, con ayuda de otros asesores. La inauguración se realizó en el año 1961 bajo la presidencia del entonces dictador Alfredo Stroessner. El diseño arquitectónico del edificio fue erróneamente relacionado en varias ocasiones con el arquitecto brasileño Oscar Niemeyer, sin embargo, el profesional extranjero y su estudio no han aceptado haberlo diseñado, ni reclamado derechos de autor de manera oficial; pero sin duda alguna el diseño corresponde a la arquitectura brasileña de la época, y varias crónicas locales le han adjudicado erróneamente la autoría.
El Hotel & Casino Guaraní de Asunción se construyó en pleno centro histórico de la ciudad, en la manzana conformadas por las calles actuales Oliva (acceso principal), General Díaz (parte trasera) y los laterales Independencia Nacional y Nuestra Señora de la Asunción, con una superficie cubierta de más de 22 000 m². 
En el año 1986 se remodeló totalmente, incorporando un spa y teatro para 700 personas. Desde su inauguración, su propietario —el IPS— lo arrendó a diversos concesionarios, hasta que el hotel quedó inactivo en 1996 y tras cinco intentos de concesión por licitaciones declaradas desiertas, finalmente el Grupo Argentino Andreani se adjudicó la concesión.

## Actualidad
Para 2006 se iniciaron las obras de recuperación y remodelación del Hotel Guaraní, y la reapertura se dio en abril de 2008, luego de más de diez años de inactividad.